# Aleuroplatus elmarae
Aleuroplatus elmarae là một loài côn trùng cánh nửa trong họ Aleyrodidae, phân họ Aleyrodinae.
Aleuroplatus elmarae được Mound & Halsey miêu tả khoa học đầu tiên năm 1978.